# العلاقات المدغشقرية النيجيرية
العلاقات المدغشقرية النيجيرية هي العلاقات الثنائية التي تجمع بين مدغشقر ونيجيريا.

## مقارنة بين البلدين
هذه مقارنة عامة ومرجعية للدولتين:
| وجه المقارنة                                              | مدغشقر                      | نيجيريا                     |
| --------------------------------------------------------- | --------------------------- | --------------------------- |
| المساحة (كم2)                                             | 587.04 ألف                  | 923.77 ألف                  |
| عدد السكان (نسمة)                                         | 25.57 مليون                 | 190.89 مليون                |
| الكثافة السكانية (ن./كم²)                                 | 43.56                       | 206.64                      |
| العاصمة                                                   | أنتاناناريفو                | أبوجا، لاغوس                |
| اللغة الرسمية                                             | اللغة الملغاشية، لغة فرنسية | لغة إنجليزية، اللغة اليوربا |
| العملة                                                    | أرياري مدغشقري              | نيرة نيجيرية                |
| الناتج المحلي الإجمالي (بليون دولار)                      | 11.50 مليار                 | 375.77 مليار                |
| الناتج المحلي الإجمالي (تعادل القوة الشرائية) بليون دولار | 35.51 مليار                 | 1.09 تريليون                |
| الناتج المحلي الإجمالي الاسمي للفرد دولار أمريكي          | 401                         | 2.64 ألف                    |
| الناتج المحلي الإجمالي للفرد دولار أمريكي                 | 1.44 ألف                    | 5.91 ألف                    |
| مؤشر التنمية البشرية                                      | 0.510                       | 0.514                       |
| رمز المكالمات الدولي                                      | +261                        | +234                        |
| رمز الإنترنت                                              | .mg                         | .ng                         |
| المنطقة الزمنية                                           | ت ع م+03:00                 | ت ع م+01:00                 |

## منظمات دولية مشتركة
يشترك البلدان في عضوية مجموعة من المنظمات الدولية، منها:
| علم المنظمة | اسم المنظمة                                                | تاريخ انضمام مدغشقر | تاريخ انضمام نيجيريا |
| ----------- | ---------------------------------------------------------- | ------------------- | -------------------- |
|             | البنك الإفريقي للتنمية                                     | ?                   | ?                    |
|             | العملية المشتركة للاتحاد الأفريقي والأمم المتحدة في دارفور | ?                   | ?                    |
|             | المركز الدولي لتسوية المنازعات الاستشارية                  | 14 أكتوبر 1966      | 14 أكتوبر 1966       |
|             | مؤسسة التنمية الدولية                                      | 25 سبتمبر 1963      | 14 نوفمبر 1961       |
|             | مؤسسة التمويل الدولية                                      | 27 سبتمبر 1963      | 30 مارس 1961         |
|             | الاتحاد البريدي العالمي                                    | ?                   | ?                    |
|             | البنك الدولي للإنشاء والتعمير                              | 25 سبتمبر 1963      | 30 مارس 1961         |
|             | منظمة التجارة العالمية                                     | ?                   | ?                    |
|             | منظمة حظر الأسلحة الكيميائية                               | ?                   | ?                    |
|             | الفريق المعني برصد الأرض                                   | ?                   | ?                    |
|             | الأمم المتحدة                                              | 20 سبتمبر 1960      | 7 أكتوبر 1960        |
|             | مجموعة دول أفريقيا والكاريبي والمحيط الهادئ                | ?                   | ?                    |
|             | الاتحاد الأفريقي                                           | ?                   | ?                    |
|             | وكالة ضمان الاستثمار متعدد الأطراف                         | 8 يونيو 1988        | 12 أبريل 1988        |
|             | منظمة الشرطة الجنائية الدولية                              | ?                   | ?                    |
|             | يونسكو                                                     | 10 نوفمبر 1960      | 14 نوفمبر 1960       |
|             | الاتحاد الدولي للاتصالات                                   | 11 مايو 1961        | 11 أبريل 1961        |

## وصلات خارجية
- موقع وزارة الخارجية النيجيرية